# 2丁拳銃の箱入り娘
2丁拳銃の箱入り娘（にちょうけんじゅうのはこいりむすめ）は、ヨシモトファンダンゴTVで放送されていた番組。
2002年4月〜2003年9月まで毎月ルミネtheよしもとで開催、その模様を収録したものが放送されていた。
2021年11月9日、ルミネtheよしもと20周年記念公演として18年ぶりに一夜限りの復活が決定。

## レギュラー
- 2丁拳銃

## ゲスト出演
- 次長課長
- チャイルドマシーン
- ハローバイバイ
- カリカ
- 森三中
- だいたひかる
- 綾部祐二
- ダイノジ
- ロバート
- ニブンノゴ!
- 線香花火
- タカアンドトシ
- あべこうじ
- 井上マー
- アップダウン
- 佐久間一行
- パンクブーブー
- ライセンス
- トータルテンボス
- ラフ・コントロール
- じゃぴょん
- インパルス
- カラテカ